# Prothema humeralis
Prothema humeralis är en skalbaggsart som först beskrevs av Francis Polkinghorne Pascoe 1866.  Prothema humeralis ingår i släktet Prothema och familjen långhorningar. Inga underarter finns listade i Catalogue of Life.